# Missões diplomáticas de Taiwan

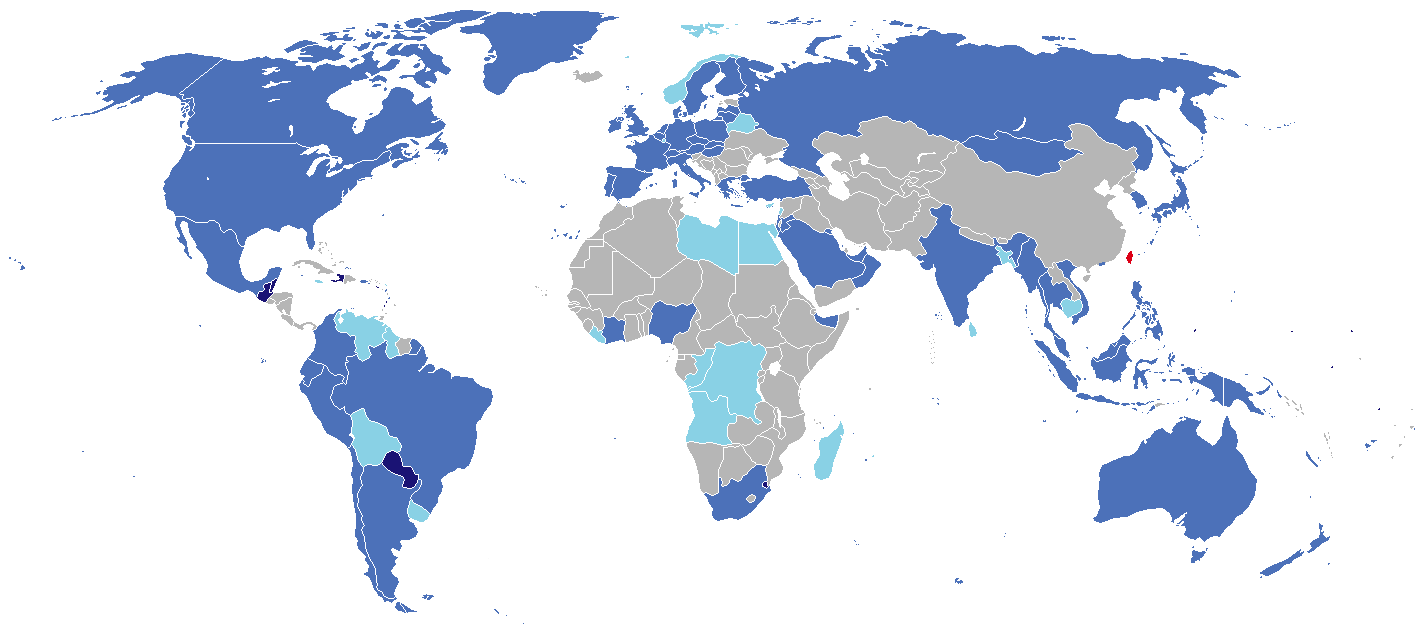
Missões diplomáticas de Taiwan
Taiwan
Países com embaixada de Taiwan
Países com um escritório de representação, missão, ou escritório comercial e cultural de Taiwan

Abaixo se encontram as embaixadas, escritórios de representação e consulados de Taiwan, cuja jurisdição abrange as ilhas de Taiwan, Pescadores, Kinmei e Matsu.

## Europa
- Alemanha
  - Berlim (Escritório de Representação)
  - Hamburgo (Escritório de Representação)
  - Munique (Escritório de Representação)
- Áustria
  - Viena (Escritório de Representação)
- Dinamarca
  - Copenhague (Escritório de Representação)
- Eslovênia
  - Liubliana (Escritório de Representação)
- Espanha
  - Madrid (Escritório de economia e cultura)
- Finlândia
  - Helsínquia (Escritório de Representação)
- França
  - Paris (Escritório de Representação)
- Grécia
  - Atenas (Escritório de Representação)
- Hungria
  - Budapeste (Escritório de Representação)
- Irlanda
  - Dublin (Escritório de Representação)
- Itália
  - Roma (Escritório de Representação)
- Letônia
  - Riga (Missão)
- Noruega
  - Oslo (Escritório de Representação)
- Países Baixos
  - Haia (Escritório de Representação)
- Polónia
  - Varsóvia (Escritório de economia e cultura)
- Portugal
  - Lisboa (Escritório de economia, cultura e de representação)
- Reino Unido
  - Londres (Escritório de Representação)
  - Edimburgo (Escritório de Representação)
- Chéquia
  - Praga (Escritório de economia, cultura e de representação)
- Rússia
  - Moscou (Escritório de Representação)
- Suécia
  - Estocolmo (Escritório de Representação)
- Suíça 
  - Berna (Escritório de Representação)
- Vaticano
  - Cidade do Vaticano (Embaixada)

## América
- Argentina
  - Buenos Aires (Escritório de economia e cultura)
- Belize
  - Belmopan (Embaixada)
- Bolívia
  - La Paz (Escritório de comércio)
- Brasil
  - Brasília (Escritório de economia e cultura)
  - São Paulo (Escritório de economia e cultura)
- Canadá
  - Ottawa (Escritório de economia e cultura)
  - Toronto (Escritório de economia e cultura)
  - Vancouver (Escritório de economia e cultura)
- Chile
  - Santiago (Escritório de economia e cultura)
- Colômbia
  - Bogotá (Escritório de comércio)
- Equador
  - Quito (Escritório de comércio)
- Estados Unidos
  - Washington, D.C. (Escritório de economia, cultura e representação)
  - Hagåtña, Guam (Escritório de economia e cultura)
  - Atlanta (Escritório de economia e cultura)
  - Boston (Escritório de economia e cultura)
  - Chicago (Escritório de economia e cultura)
  - Honolulu (Escritório de economia e cultura)
  - Houston (Escritório de economia e cultura)
  - Kansas City (Escritório de economia e cultura)
  - Los Angeles (Escritório de economia e cultura)
  - Miami (Escritório de economia e cultura)
  - Nova Iorque (Escritório de economia e cultura)
  - São Francisco (Escritório de economia e cultura)
  - Seattle (Escritório de economia e cultura)
- Guatemala
  - Cidade da Guatemala (Embaixada)
- Haiti
  - Pétion-Ville (Embaixada)
- Honduras
  - Tegucigalpa (Embaixada)
  - San Pedro Sula (Consulado-Geral)
- México
  - Cidade do México (Escritório de economia, cultura e representação)
- Nicarágua
  - Manágua (Embaixada)
- Paraguai
  - Assunção (Embaixada)
  - Ciudad del Este (Consulado-Geral)
- Peru
  - Lima (Escritório de economia e cultura)
- São Cristóvão e Neves
  - Basseterre (Embaixada)
- São Vicente e Granadinas
  - Kingstown (Embaixada)
- Santa Lúcia
  - Castries (Embaixada)
- Venezuela
  - Caracas (Escritório de economia e cultura)

## Oriente Médio
- Arábia Saudita
  - Riade (Escritório de economia, cultura e representação)
  - Jidá (Escritório de economia, cultura e representação)
- Bahrein
  - Manama (Escritório de comércio)
- Emirados Árabes Unidos
  - Dubai (Escritório de comércio)
- Israel
  - Tel Aviv (Escritório de economia e cultura)
- Jordânia
  - Amã (Escritório de comércio)
- Kuwait
  - Cidade do Kuwait (Escritório de economia e cultura)
- Omã
  - Mascate (Escritório de economia e cultura)
- Turquia
  - Ancara (Escritório de economia e cultura)

## África
- Gâmbia
  - Banjul (Embaixada)
- Líbia
  - Trípoli (Escritório de comércio)
- Nigéria
  - Abuja (Escritório de comércio)
- São Tomé e Príncipe
  - São Tomé (Embaixada)
- África do Sul
  - Pretória (Gabinete de Ligação)
  - Cidade do Cabo (Gabinete de Ligação)
  - Joanesburgo (Gabinete de Ligação)
- Essuatíni
  - Mbabane (Embaixada)

## Ásia
- Bangladesh
  - Daca (Escritório de Representação)
- China
  -  Hong Kong (Escritório de economia e cultura)
  -  Macau (Escritório de economia e cultura)
- Coreia do Sul
  - Seul (Missão)
  - Busan (Missão)
- Filipinas
  - Manila (Escritório de economia e cultura)
- Índia
  - Nova Deli (Centro de economia e cultura)
- Indonésia
  - Jacarta (Escritório de economia e cultura)
- Japão
  - Tóquio (Escritório de economia e cultura)
  - Fukuoka (Escritório de economia e cultura)
  - Naha (Escritório de economia e cultura)
  - Osaka (Escritório de economia e cultura)
  - Yokohama (Escritório de economia e cultura)
- Malásia
  - Kuala Lumpur (Escritório de economia e cultura)
- Mongólia
  - Ulaanbaatar (Escritório de economia e cultura)
- Singapura
  - Singapura (Escritório de Representação)
- Tailândia
  - Banguecoque (Escritório de economia e cultura)
- Vietname
  - Hanói (Escritório de economia e cultura)
  - Ho Chi Minh (Escritório de economia e cultura)

## Oceania
- Austrália
  - Camberra (Escritório de economia e cultura)
  - Brisbane (Escritório de economia e cultura)
  - Melbourne (Escritório de economia e cultura)
  - Sydney (Escritório de economia e cultura)
- Fiji
  - Suva (Escritório de comércio)
- Ilhas Marshall
  - Majuro (Embaixada)
- Nauru
  - Yaren (Embaixada)
- Nova Zelândia
  - Wellington (Escritório de economia e cultura)
  - Auckland (Escritório de economia e cultura)
- Palau
  - Melequeoque (Embaixada)
- Papua-Nova Guiné
  - Port Moresby (Escritório de comércio)
- Tuvalu
  - Funafuti (Embaixada)

## Organizações multilaterais
- Bruxelas (Missão Permanente de Taiwan ante a União Europeia)
- Genebra (Missão Permanente de Taiwan ante as Nações Unidas e outras organizações internacionais).